# 雋東邨
雋東邨（英語：Chun Tung Estate）是香港房屋委員會一條興建中的公共租住屋邨，位於新界離島區東涌迎東路與錦東街交界，亦為東涌東填海區上首兩條興建的屋邨之一。
屋苑由房屋署總建築師負責總體設計、關黃建築師有限公司負責細部設計，承建商為精進建築，預計2026年完工。

## 歷史
政府於2017年底開始在東涌與大濠灣之間的企頭角沿岸進行「東涌東填海工程」，以擴展東涌新市鎮。至2019年2月，房委會獲撥出填海區兩幅用地，以興建兩條公共屋邨，隨後於2020年3月分別動工，為東涌東發展區內首批動工的房屋項目。
至2023年10月，上述兩條屋邨命名正式連同租金一併公佈，當中該邨命名為「雋東邨」。
按照原有時間表，雋東邨將於2023/24年度落成。由於承建商於2022年牽涉致命工業意外，包括此邨在內多個項目一度被勒令停工，故該邨需延至2024/25年度才可落成入伙；然而，由於該承建商再於2025年5月22日不獲當局續牌，房委會於同月28日決定以一日招標方式，為受影響屋邨剩餘工程另覓承建商，而入伙時間將進一步押後至2026年。

## 屋邨資料

### 樓宇
| 樓宇名稱（座號） | 樓宇類型                 | 落成年份 | 樓宇層數 | 每層伙數 | 單位總數（伙） | 建築師                            | 總承建商 （地基承建商） | 提供升降機的廠商 |
| ---------------- | ------------------------ | -------- | -------- | -------- | -------------- | --------------------------------- | ----------------------- | ---------------- |
| 雋才樓（第1座）  | 非標準設計大廈 （X型）   | 2026年   | 41       | （待補） | （待補）       | 房屋署總建築師 關黃建築師有限公司 | 精進建築 （新利地基）   | 日立             |
| 雋華樓（第2座）  | 非標準設計大廈 （X型）   | 2026年   | 41       | （待補） | （待補）       | 房屋署總建築師 關黃建築師有限公司 | 精進建築 （新利地基）   | 日立             |
| 雋永樓（第3座）  | 非標準設計大廈 （Y字型） | 2026年   | 41       | （待補） | （待補）       | 房屋署總建築師 關黃建築師有限公司 | 精進建築 （新利地基）   | 日立             |
| 雋樓（第4座）    | 非標準設計大廈 （Y字型） | 2026年   | 41       | （待補） | （待補）       | 房屋署總建築師 關黃建築師有限公司 | 精進建築 （新利地基）   | 日立             |
| 雋秀樓（第5座）  | 非標準設計大廈 （Y字型） | 2026年   | 41       | （待補） | （待補）       | 房屋署總建築師 關黃建築師有限公司 | 精進建築 （新利地基）   | 日立             |

### 配套設施
此屋邨設有停車場連遊樂場、管理處、長者鄰舍中心、精神健康綜合社區中心、老人日間護理中心及綜合青少年服務中心各一座。此外，在雋華樓地下設有佳寶幼稚園重置校舍，於2024年7月完成分配。

## 施工圖集

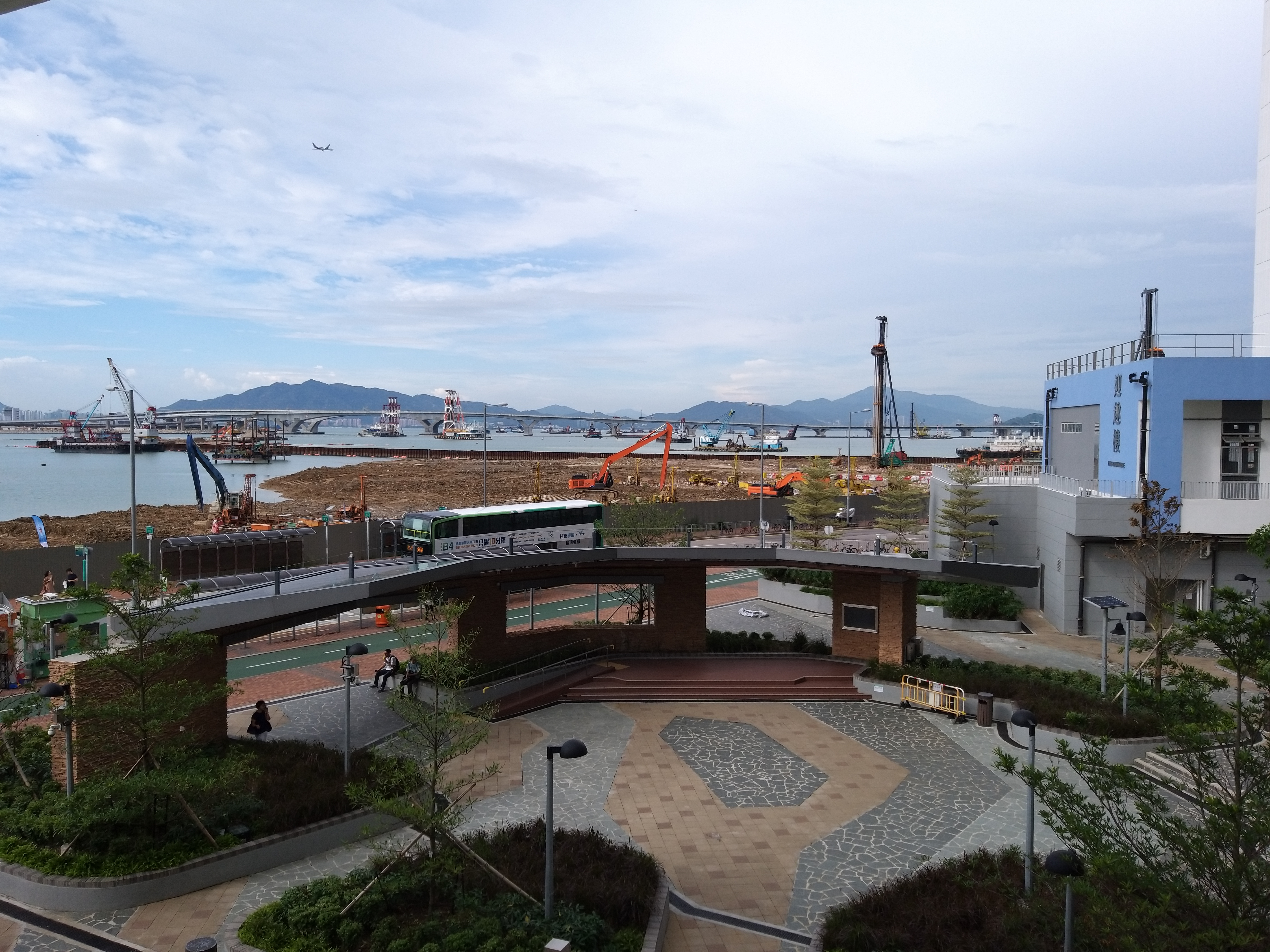
雋東邨位置仍在填海（2019年8月）
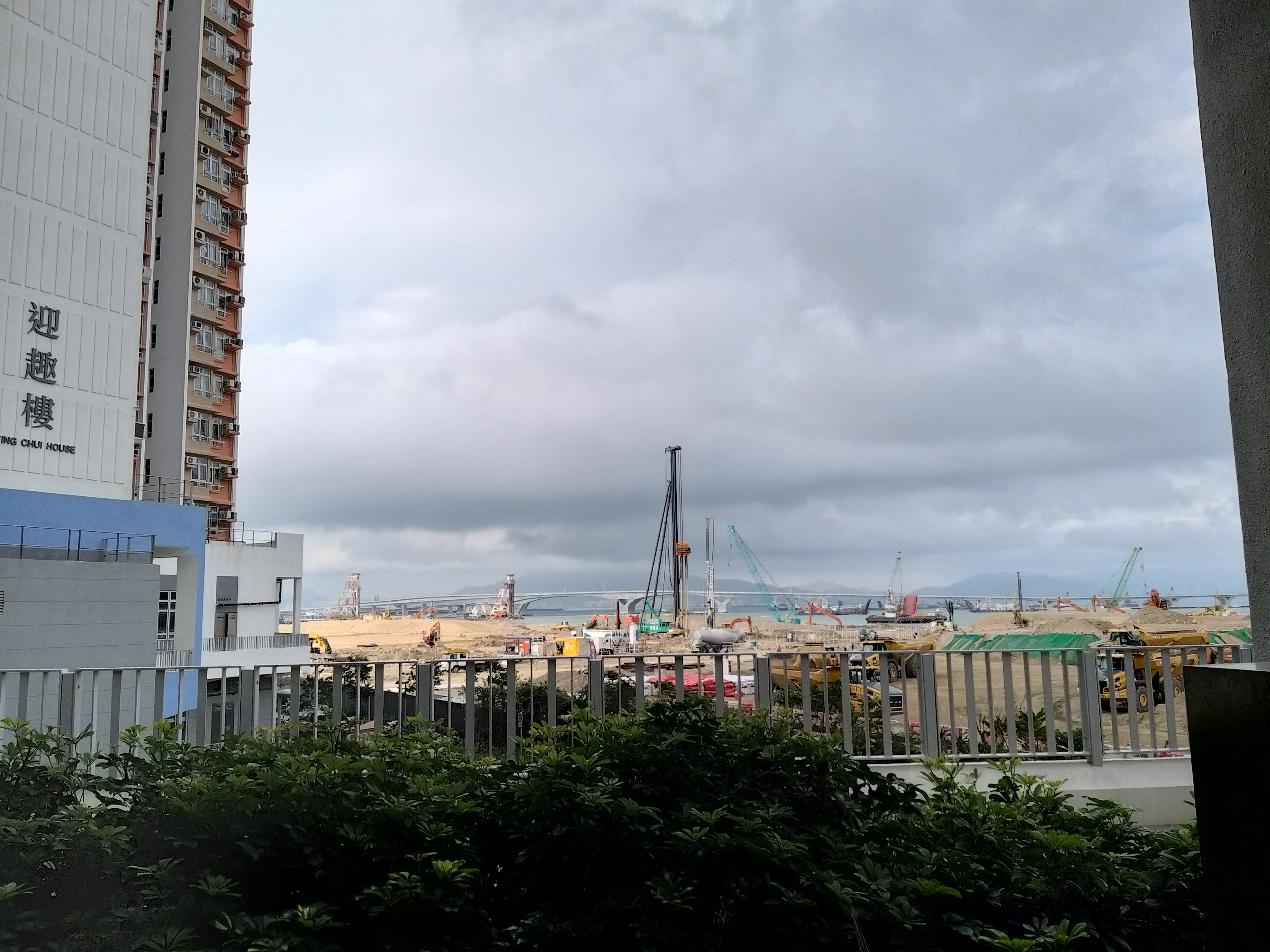
屋邨用地即將交付（2020年3月）
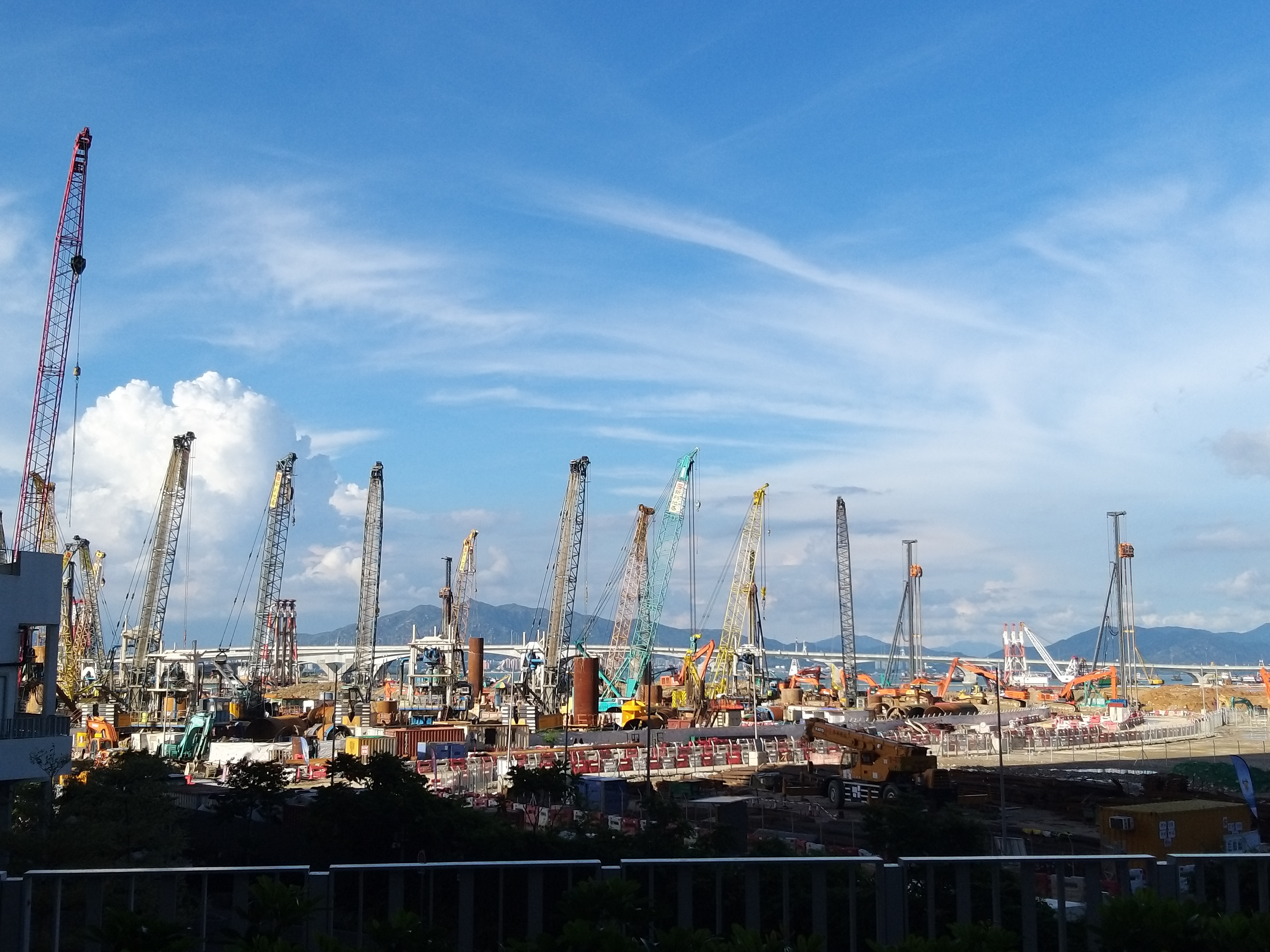
地基工程進行中（2020年9月）
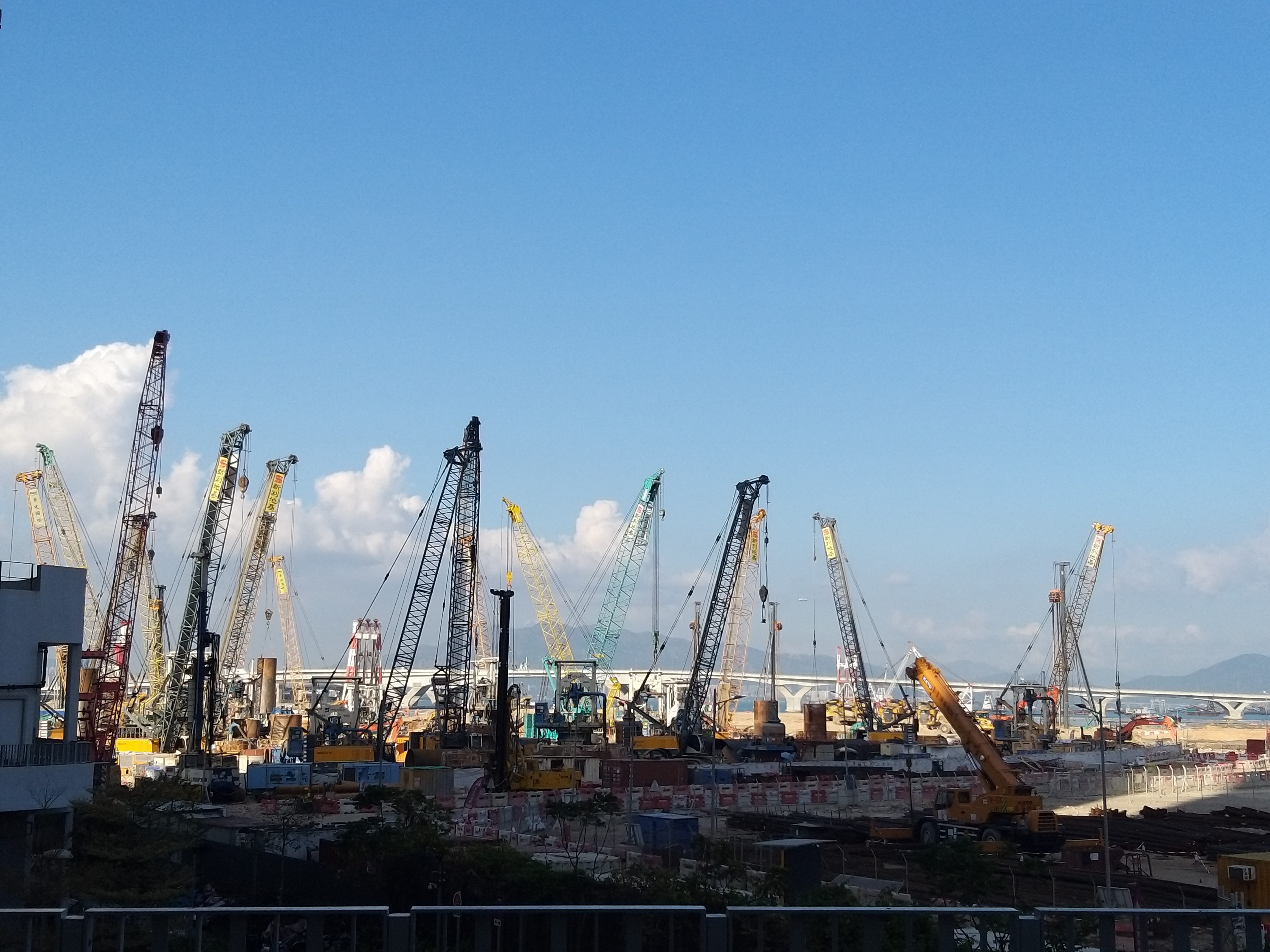
2020年11月
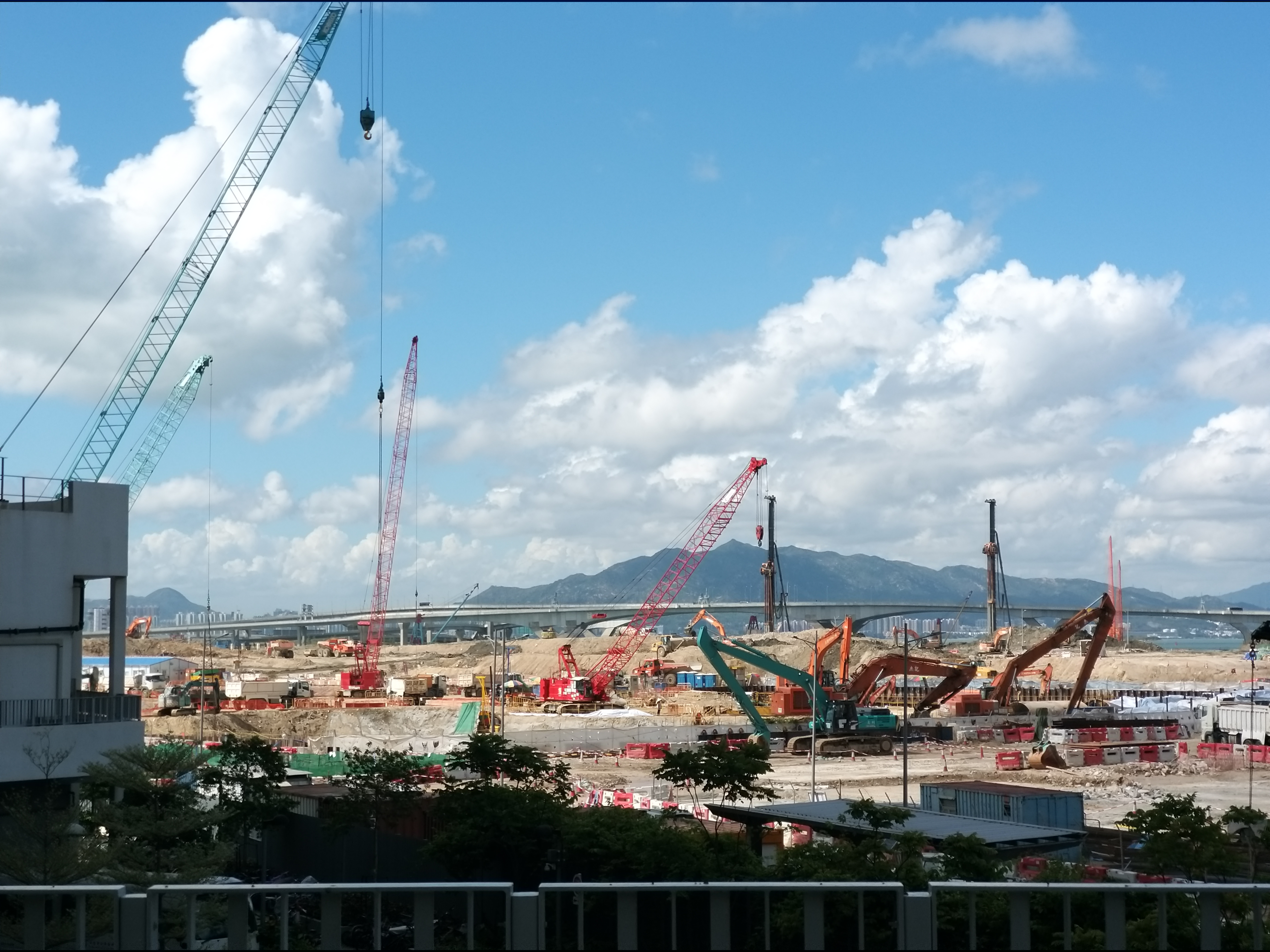
正在挖掘樁帽（2021年5月）
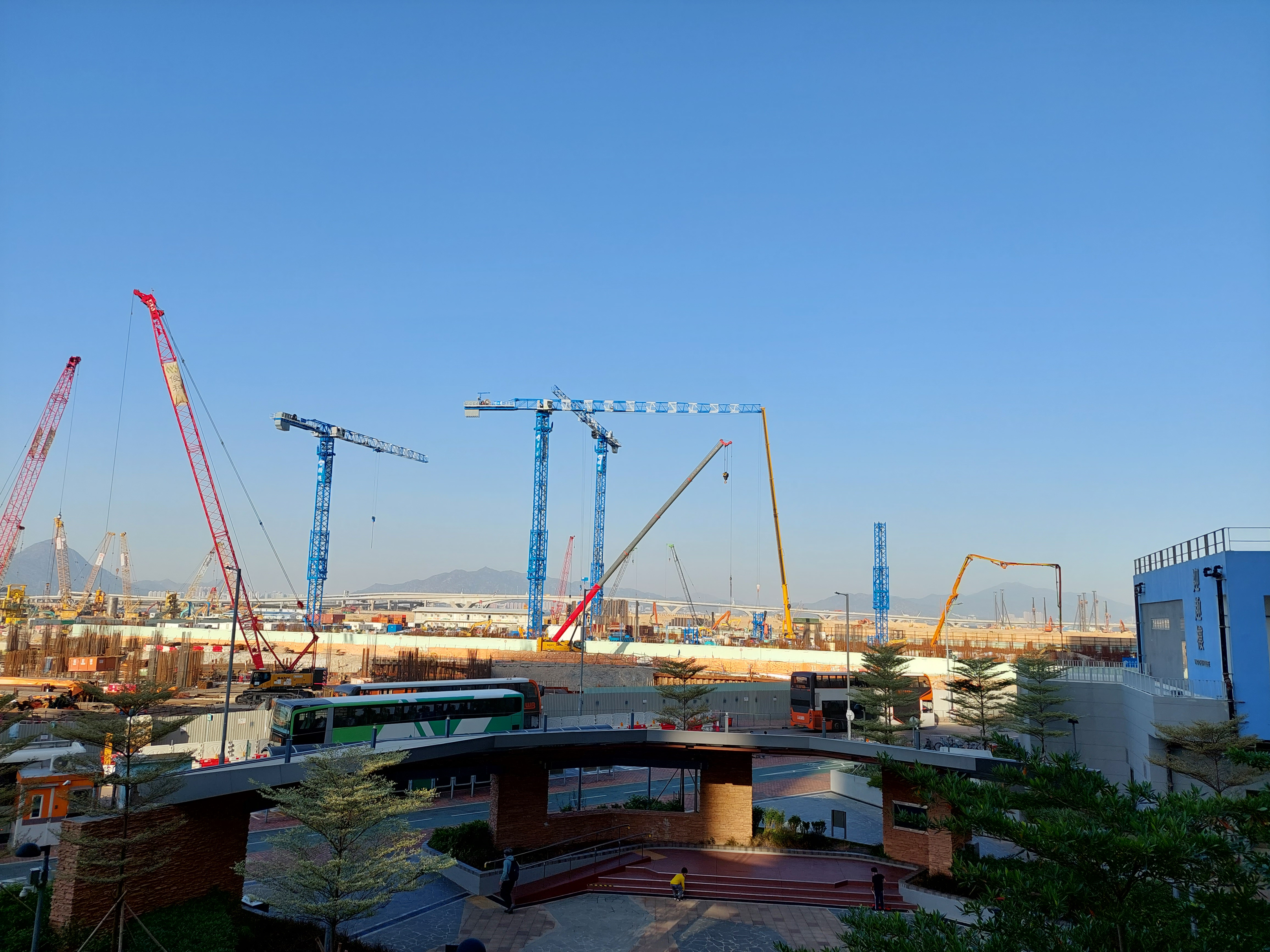
展開上蓋工程（2021年12月）
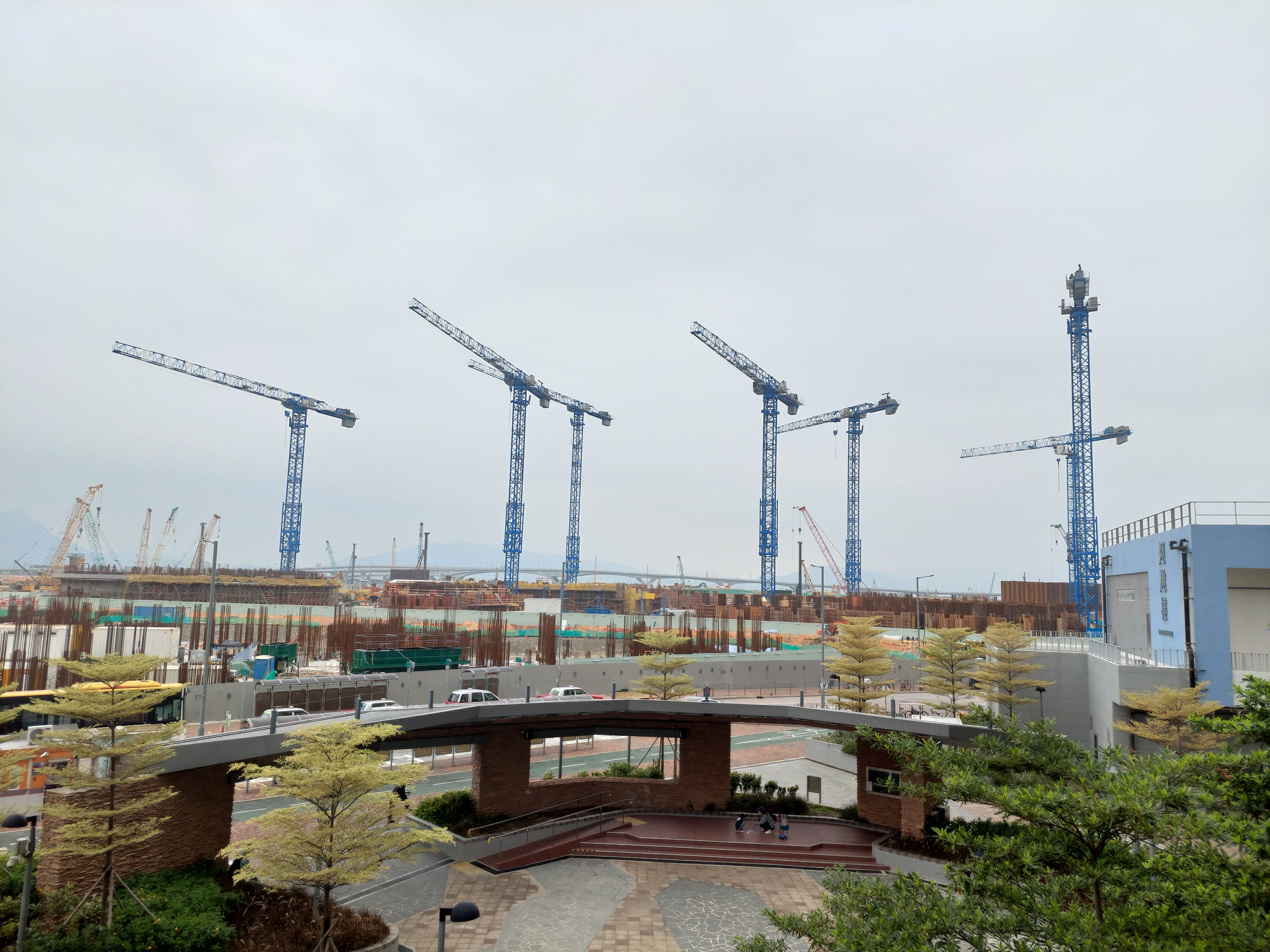
2022年3月
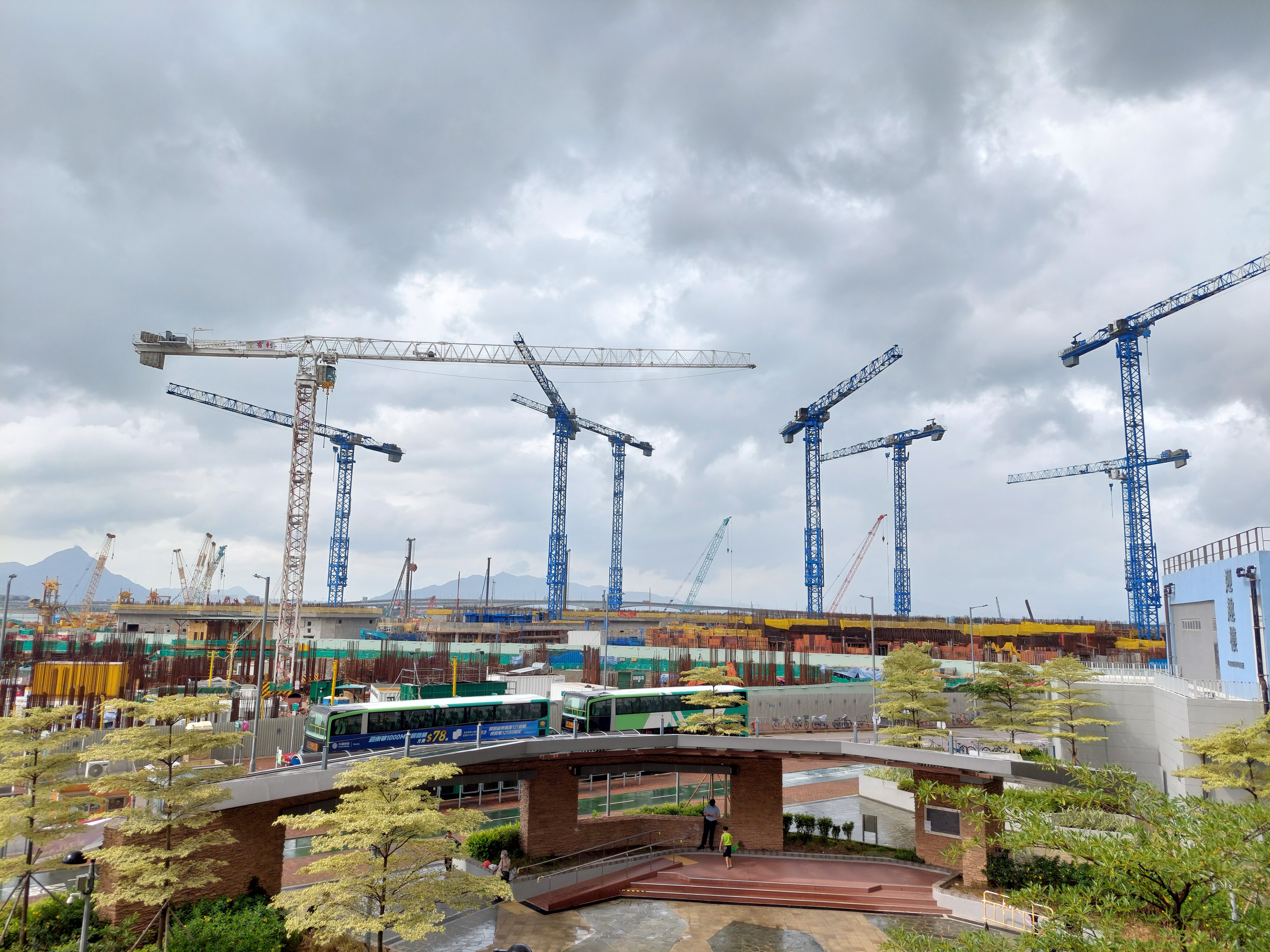
2022年6月
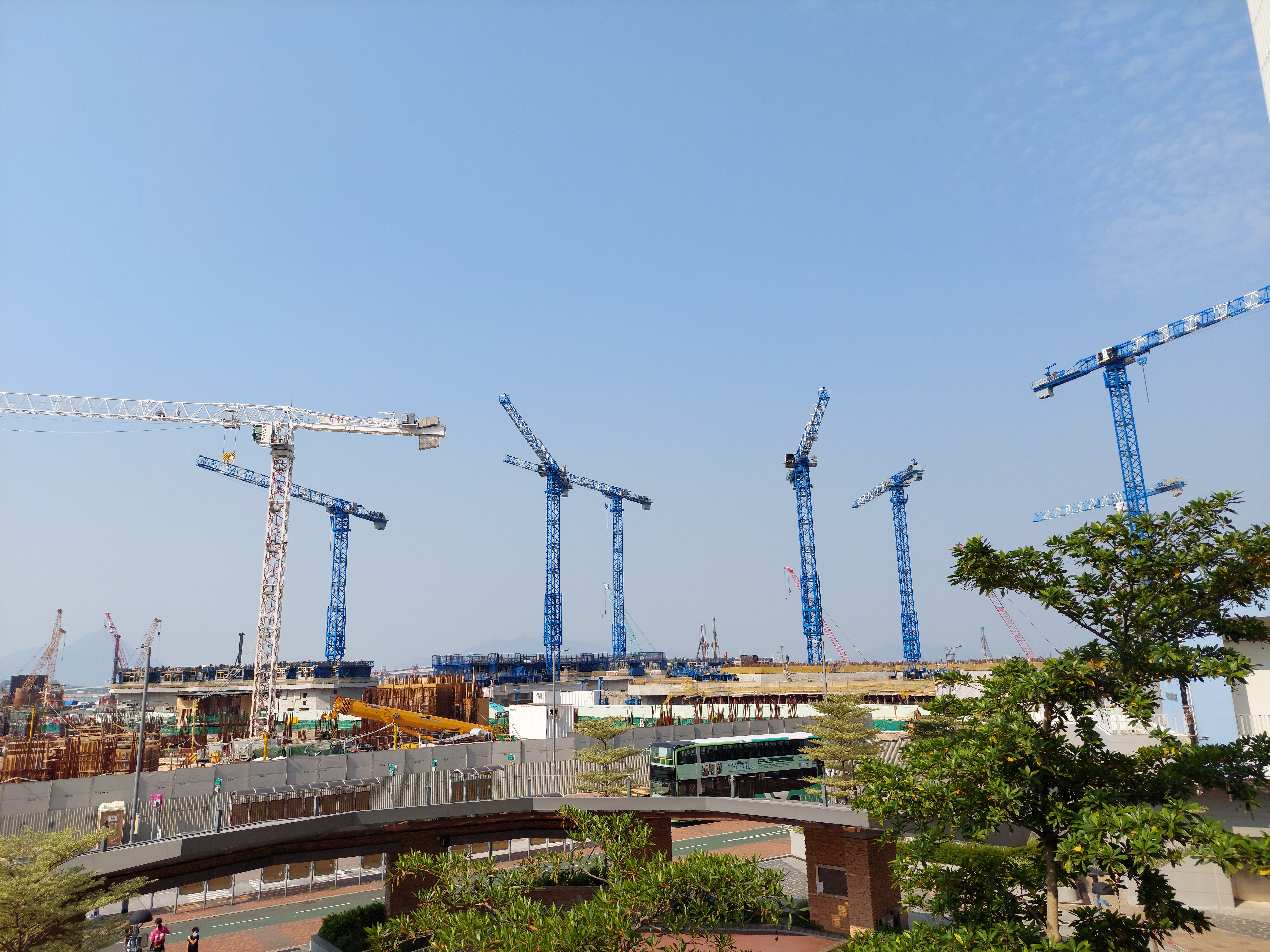
2022年9月
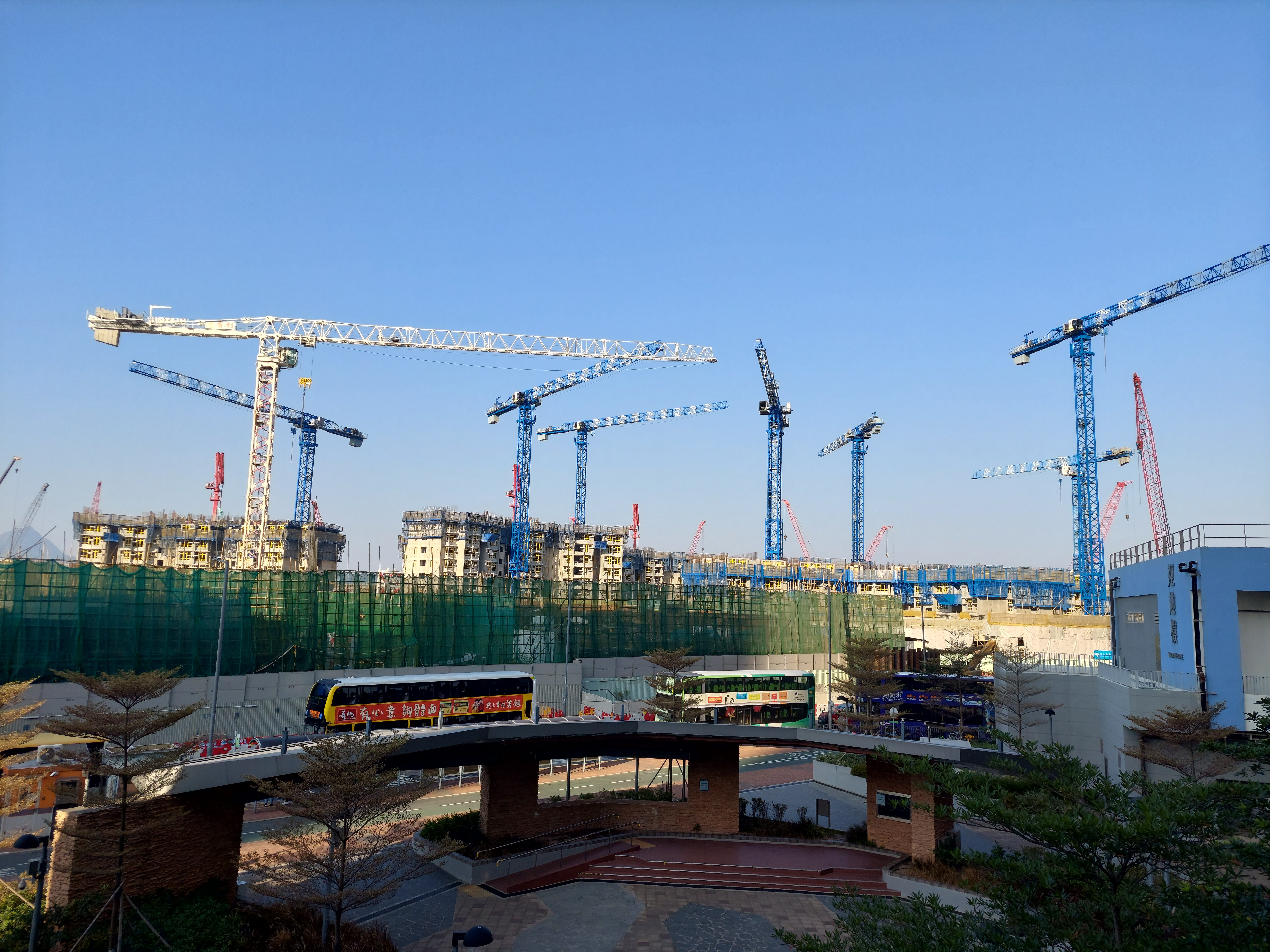
2023年1月
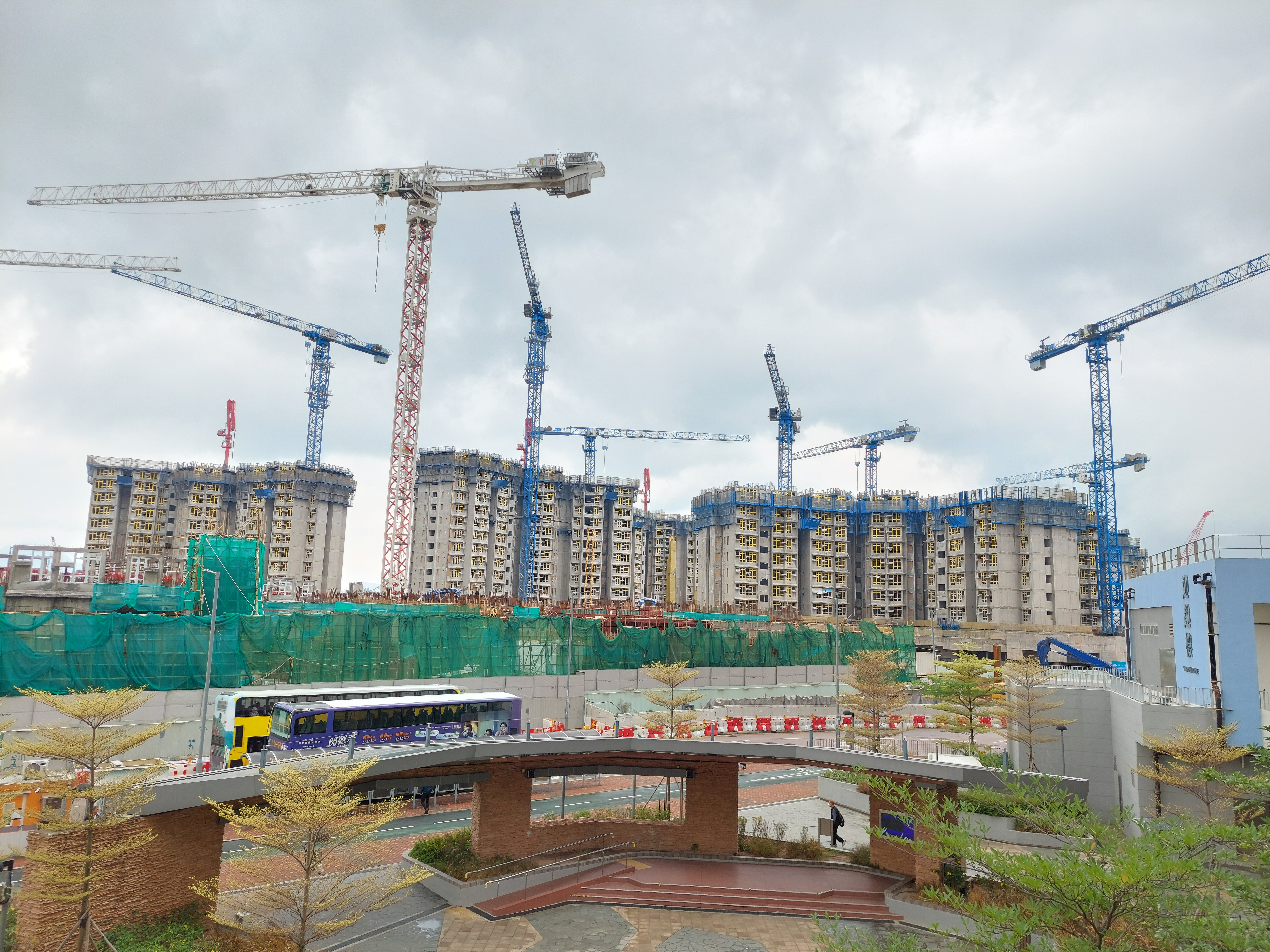
2023年4月
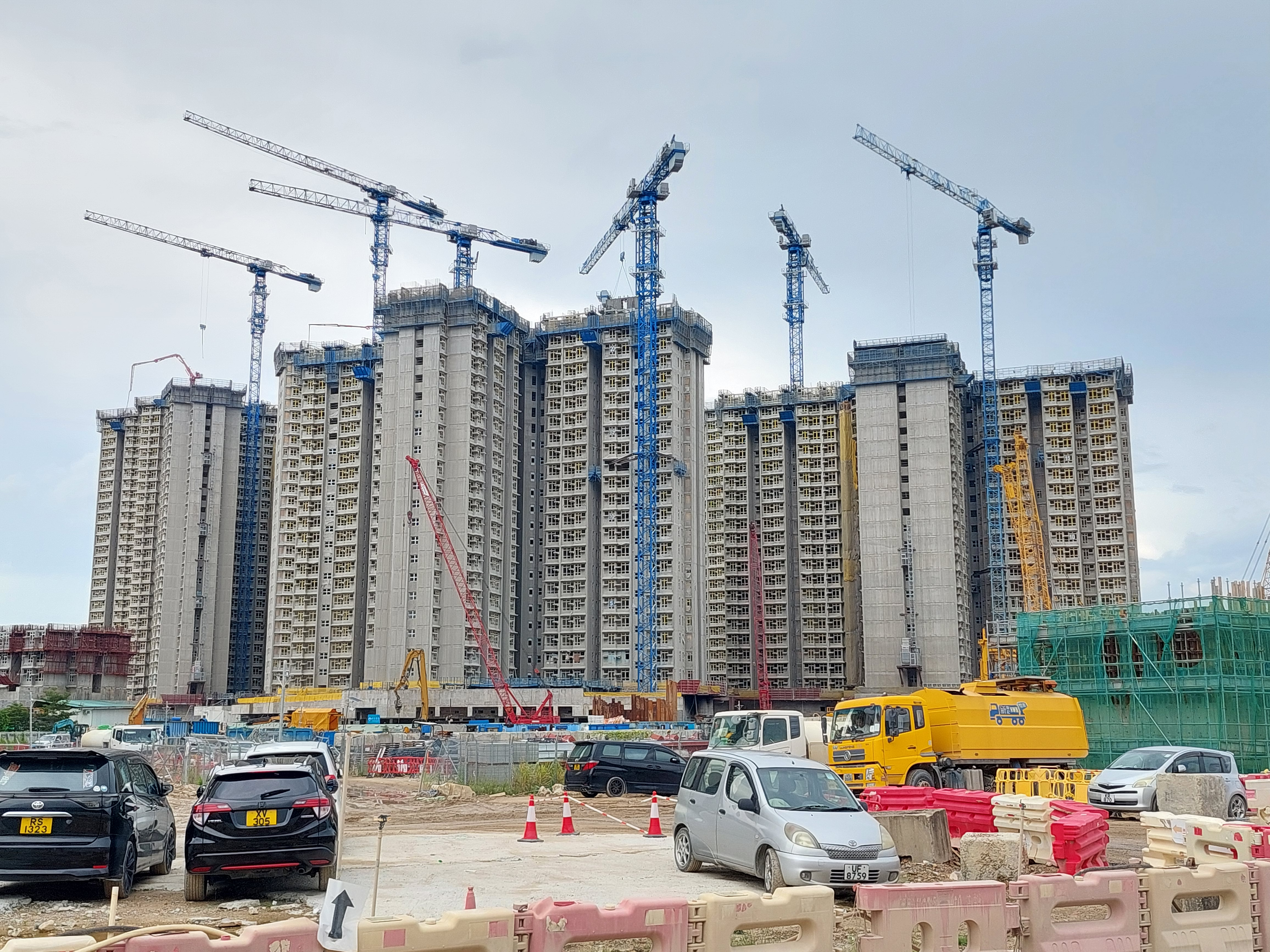
建至一半樓層（2023年8月）
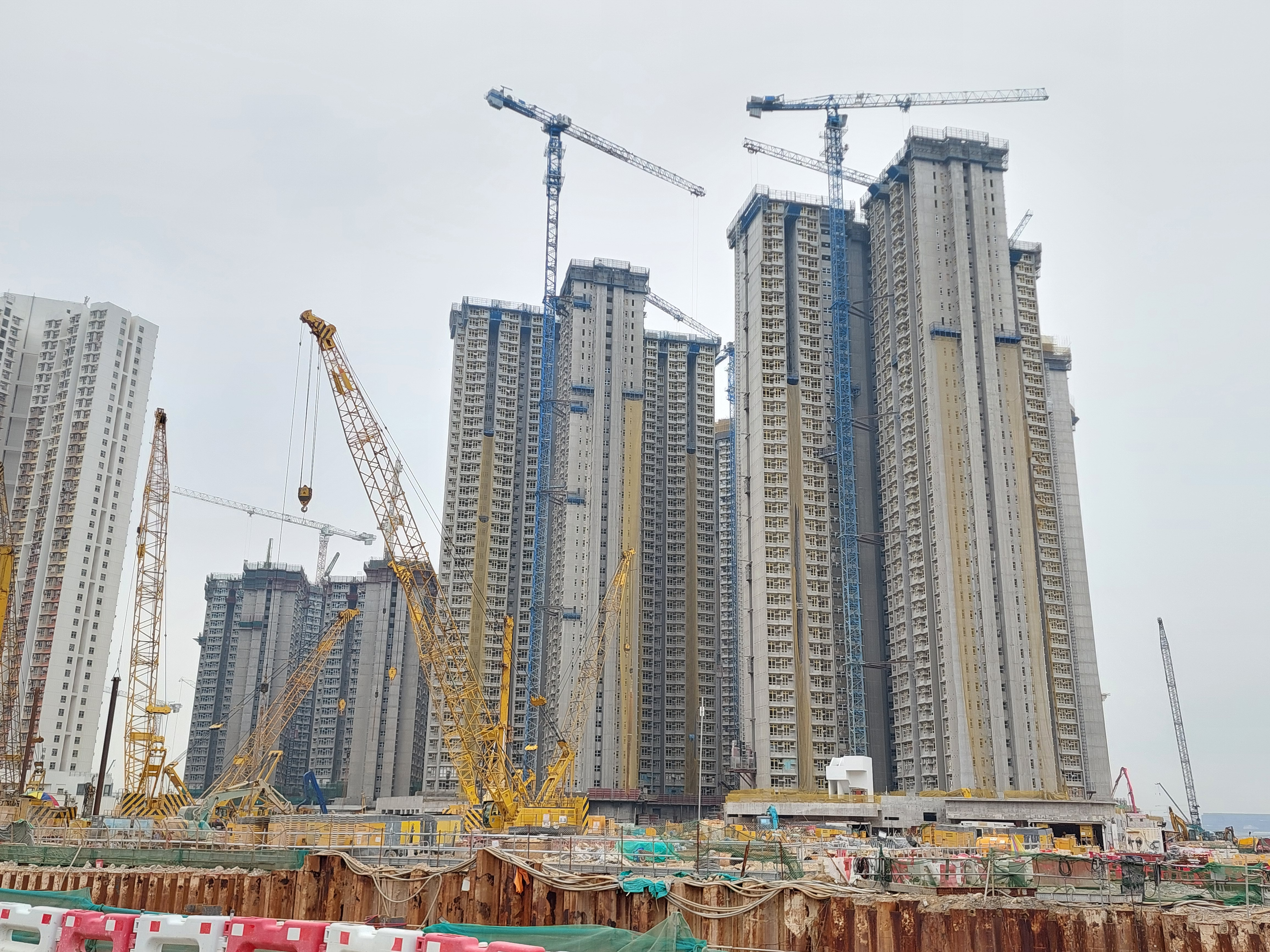
即將平頂（2024年3月）
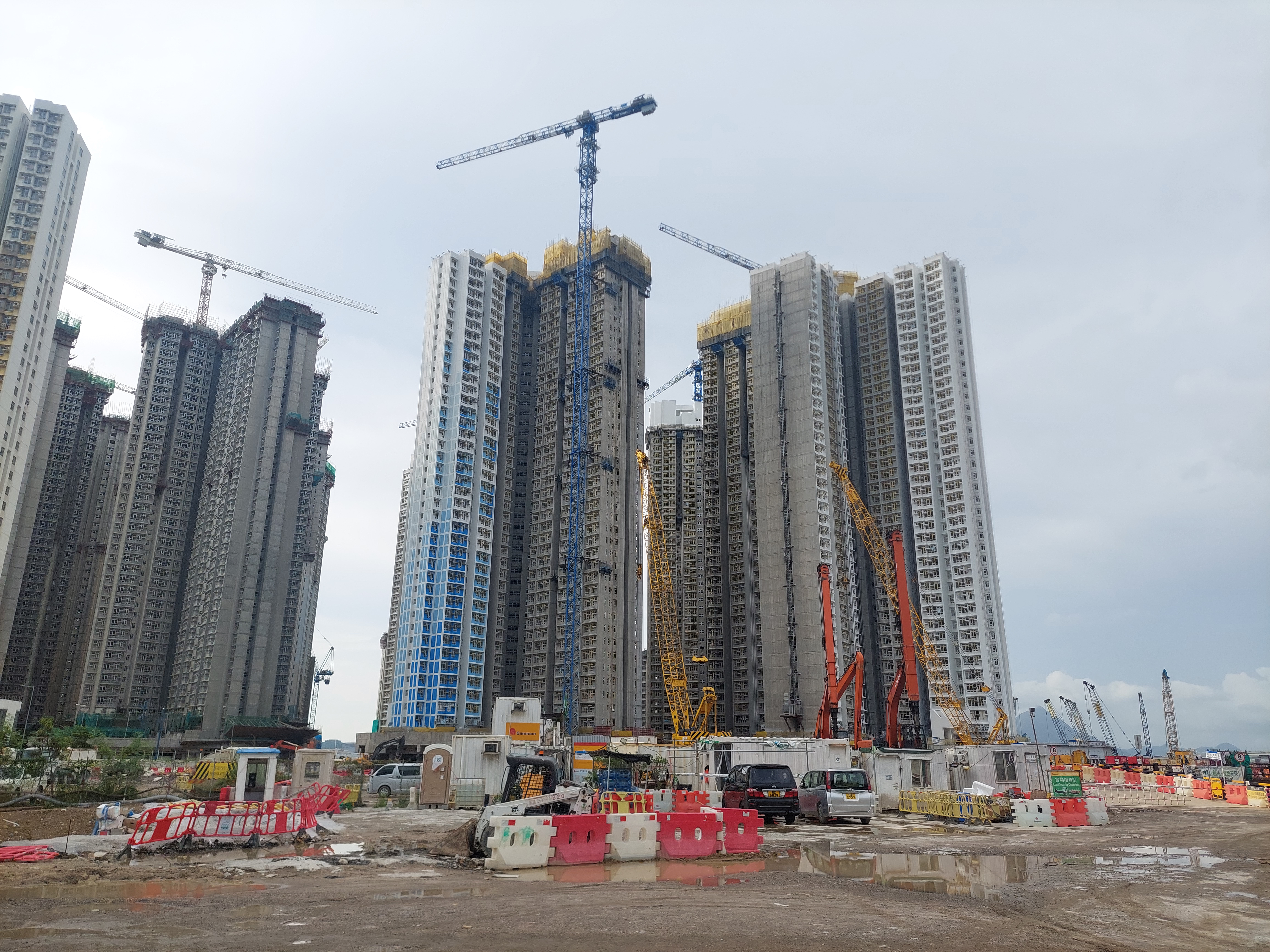
已封頂及開始上漆（2024年9月）
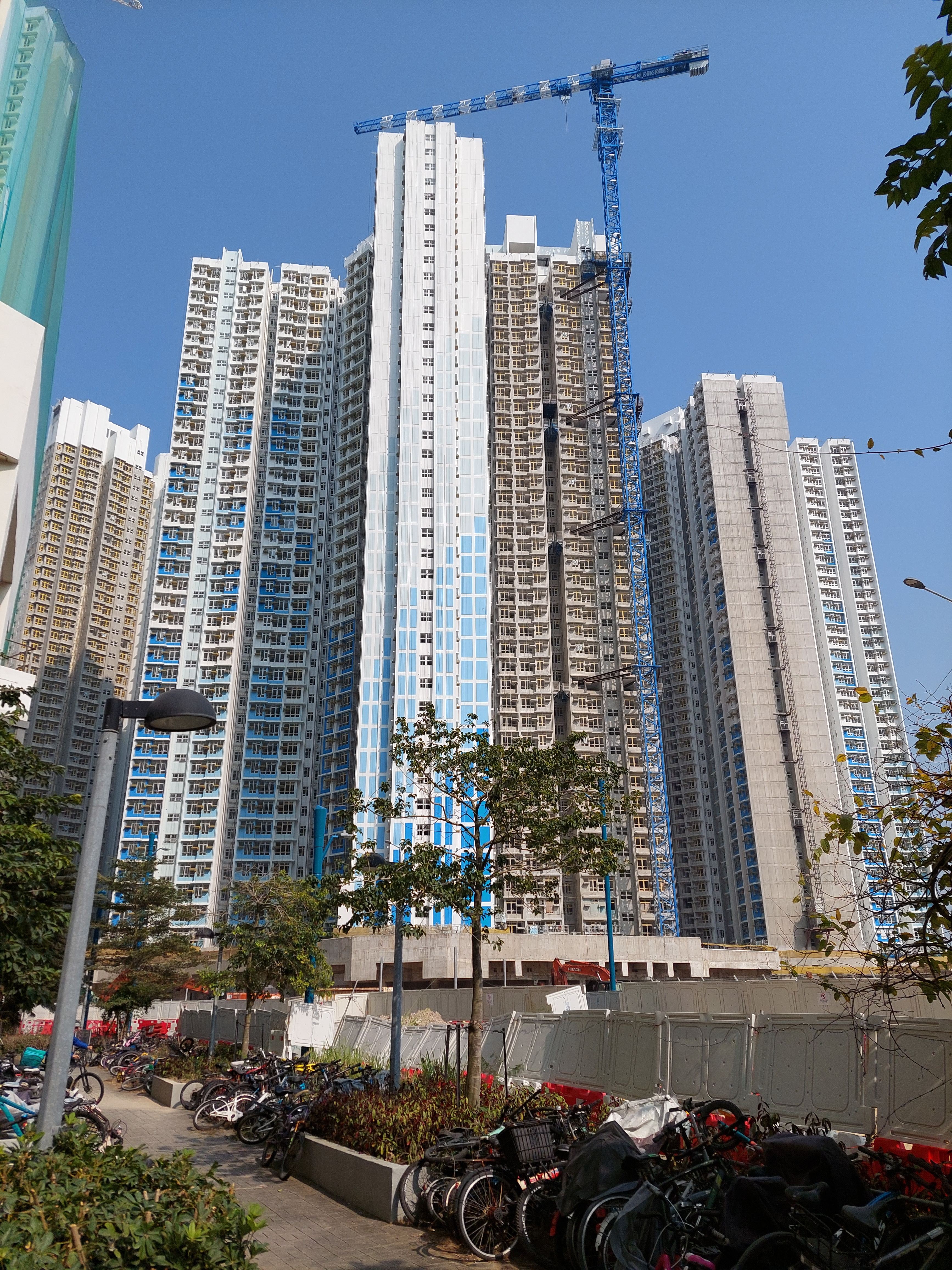
2024年12月

## 事件
- 2024年11月8日早上，雋東邨地盤爆發工潮，50多名二判及三判工人抗議精進建築拖欠薪金。及後，房屋署向精進施壓，要求該公司於同月內解決欠薪問題[11]。

## 鄰近地方
- 昇薈
- 東環
- 裕興苑（興建中）
- 東涌103區居屋（興建中）
- 翔東邨（興建中）
- 迎東邨
- 香港樹人學校（興建中）及擬建東涌漢華中學

## 註解
1. ↑  包括地下，但不包括天台
2. ↑  因該公司被勒令除牌，現時替換為中國海外房屋工程有限公司。